# Comune di Vordingborg
Il comune di Vordingborg è un comune danese situato nella regione della Selandia con sede amministrativa nella cittadina omonima.
Il comune è stato riformato in seguito alla riforma amministrativa del 1º gennaio 2007 accorpando i precedenti comuni di Langebæk, Møn e Præstø.

## Centri abitati
I centri abitati principali del comune sono:
- Vordingborg (12 397)
- Præstø (3 880)
- Stege (3 793)
- Nyråd (2 518)
- Ørslev (1 907)